# Vuelta a Suiza 2004
La Vuelta a Suiza 2004 fue la 68.ª edición de la carrera, que se disputó entre el 12 y el 20 de junio de 2004, para un recorrido total de 1.438,8 km con salida en Sursee y llegada a Lugano. El alemán Jan Ullrich del equipo T-Mobile se adjudicó la carrera con un tiempo de 36h 38'58".

## Etapas
| Etapa | Fecha       | Recorrido                 | km    | Vencedor de la etapa | Líder        |
| ----- | ----------- | ------------------------- | ----- | -------------------- | ------------ |
| 1.ª   | 12 de junio | Sursee > Beromünster      | 173,6 | Jan Ullrich          | Jan Ullrich  |
| 2.ª   | 13 de junio | Dürrenroth > Rheinfelden  | 169,9 | Robbie McEwen        | Jan Ullrich  |
| 3.ª   | 14 de junio | Rheinfelden > Vallorbe    | 185   | Robert Hunter        | Jan Ullrich  |
| 4.ª   | 15 de junio | Le Sentier > Bätterkinden | 211,6 | Robbie McEwen        | Jan Ullrich  |
| 5.ª   | 16 de junio | Bätterkinden > Adelboden  | 161,7 | Robert Hunter        | Jan Ullrich  |
| 6.ª   | 17 de junio | Frutigen > Linthal        | 185,4 | Niki Aebersold       | Jan Ullrich  |
| 7.ª   | 18 de junio | Linthal > Malbun (LIE)    | 133,7 | Georg Totschnig      | Fabian Jeker |
| 8.ª   | 19 de junio | Buchs > Bellinzona        | 191,3 | Paolo Bettini        | Fabian Jeker |
| 9.ª   | 20 de junio | Lugano > Lugano (CRI)     | 25,5  | Jan Ullrich          | Jan Ullrich  |

## Detalles de la etapa

### 1.ª etapa
- 12 de junio: Sursee > Beromünster – 173,6 km[1]

Resultados
| Pos. | Corredor        | Equipo        | Tiempo   |
| ---- | --------------- | ------------- | -------- |
| 1    | Jan Ullrich     | T-Mobile      | 4h07'56" |
| 2    | Oscar Camenzind | Phonak        | s.t.     |
| 3    | Fabian Jeker    | Saunier Duval | s.t.     |

| Pos. | Corredor        | Equipo        | Tiempo   |
| ---- | --------------- | ------------- | -------- |
| 1    | Jan Ullrich     | T-Mobile      | 4h07'46" |
| 2    | Oscar Camenzind | Phonak        | a 2"     |
| 3    | Fabian Jeker    | Saunier Duval | a 6"     |

### 2.ª etapa
- 13 de junio: Dürrenroth > Rheinfelden – 169,9 km[2]

Resultados
| Pos. | Corredor      | Equipo       | Tiempo   |
| ---- | ------------- | ------------ | -------- |
| 1    | Robbie McEwen | Lotto-Domo   | 3h44'57" |
| 2    | Olaf Pollack  | Gerolsteiner | s.t.     |
| 3    | Robert Hunter | Rabobank     | s.t.     |

| Pos. | Corredor        | Equipo        | Tiempo   |
| ---- | --------------- | ------------- | -------- |
| 1    | Jan Ullrich     | T-Mobile      | 7h52'43" |
| 2    | Oscar Camenzind | Phonak        | a 2"     |
| 3    | Fabian Jeker    | Saunier Duval | a 6"     |

### 3.ª etapa
- 14 de junio: Rheinfelden > Vallorbe – 185 km[3]

Resultados
| Pos. | Corredor          | Equipo     | Tiempo   |
| ---- | ----------------- | ---------- | -------- |
| 1    | Robert Hunter     | Rabobank   | 4h05'07" |
| 2    | Grégory Rast      | Phonak     | a 2"     |
| 3    | Jurgen Van Goolen | Quick Step | a 19"    |

| Pos. | Corredor        | Equipo        | Tiempo    |
| ---- | --------------- | ------------- | --------- |
| 1    | Jan Ullrich     | T-Mobile      | 12h01'49" |
| 2    | Oscar Camenzind | Phonak        | a 2"      |
| 3    | Fabian Jeker    | Saunier Duval | a 6"      |

### 4.ª etapa
- 15 de junio Le Sentier Bätterkinden – 211,6 km[4]

Resultados
| Pos. | Corredor          | Equipo        | Tiempo   |
| ---- | ----------------- | ------------- | -------- |
| 1    | Robbie McEwen     | Lotto-Domo    | 4h51'50" |
| 2    | Francesco Chicchi | Fassa Bortolo | s.t.     |
| 3    | Olaf Pollack      | Gerolsteiner  | s.t.     |

| Pos. | Corredor        | Equipo        | Tiempo    |
| ---- | --------------- | ------------- | --------- |
| 1    | Jan Ullrich     | T-Mobile      | 16h53'39" |
| 2    | Oscar Camenzind | Phonak        | a 2"      |
| 3    | Fabian Jeker    | Saunier Duval | a 6"      |

### 5.ª etapa
- 16 de junio: Bätterkinden > Adelboden – 161,7 km[5]

Resultados
| Pos. | Corredor         | Equipo         | Tiempo   |
| ---- | ---------------- | -------------- | -------- |
| 1    | Robert Hunter    | Rabobank       | 3h45'16" |
| 2    | Murilo Fischer   | Domina Vacanze | a 35"    |
| 3    | Michael Blaudzun | Team CSC       | a 37"    |

| Pos. | Corredor        | Equipo        | Tiempo    |
| ---- | --------------- | ------------- | --------- |
| 1    | Jan Ullrich     | T-Mobile      | 20h43'25" |
| 2    | Oscar Camenzind | Phonak        | a 2"      |
| 3    | Fabian Jeker    | Saunier Duval | a 6"      |

### 6.ª etapa
- 17 de junio: Frutigen > Linthal – 185,4 km[6]

Resultados
| Pos. | Corredor          | Equipo         | Tiempo   |
| ---- | ----------------- | -------------- | -------- |
| 1    | Niki Aebersold    | Phonak         | 5h04'07" |
| 2    | Thorwald Veneberg | Rabobank       | a 2'51"  |
| 3    | Roger Beuchat     | Vini Caldirola | a 3'00"  |

| Pos. | Corredor        | Equipo        | Tiempo    |
| ---- | --------------- | ------------- | --------- |
| 1    | Jan Ullrich     | T-Mobile      | 25h50'32" |
| 2    | Fabian Jeker    | Saunier Duval | a 6"      |
| 3    | Georg Totschnig | Gerolsteiner  | a 25"     |

### 7.ª etapa
- 18 de junio: Linthal > Malbun (Liechtenstein) – 133,7 km[7]

Resultados
| Pos. | Corredor        | Equipo        | Tiempo   |
| ---- | --------------- | ------------- | -------- |
| 1    | Georg Totschnig | Gerolsteiner  | 3h22'45" |
| 2    | Fabian Jeker    | Saunier Duval | a 5"     |
| 3    | Fränk Schleck   | Team CSC      | a 17"    |

| Pos. | Corredor        | Equipo        | Tiempo    |
| ---- | --------------- | ------------- | --------- |
| 1    | Fabian Jeker    | Saunier Duval | 29h13'24" |
| 2    | Georg Totschnig | Gerolsteiner  | a 8"      |
| 3    | Jan Ullrich     | T-Mobile      | a 32"     |

### 8.ª etapa
- 19 de junio: Buchs > Bellinzona – 191,3 km[8]

Resultados
| Pos. | Corredor         | Equipo         | Tiempo   |
| ---- | ---------------- | -------------- | -------- |
| 1    | Paolo Bettini    | Quick Step     | 4h30'25" |
| 2    | Patrick Calcagni | Vini Caldirola | a 1'04"  |
| 3    | Kim Kirchen      | Fassa Bortolo  | a 1'53"  |

| Pos. | Corredor        | Equipo        | Tiempo    |
| ---- | --------------- | ------------- | --------- |
| 1    | Fabian Jeker    | Saunier Duval | 33h47'08" |
| 2    | Jan Ullrich     | T-Mobile      | a 41"     |
| 3    | Georg Totschnig | Gerolsteiner  | a 50"     |

### 9.ª etapa
- 20 de junio: Lugano > Lugano – Cronometro individuale – 25,5 km[9]

Resultados
| Pos. | Corredor          | Equipo        | Tiempo |
| ---- | ----------------- | ------------- | ------ |
| 1    | Jan Ullrich       | T-Mobile      | 31'36" |
| 2    | László Bodrogi    | Quick Step    | a 9"   |
| 3    | Fabian Cancellara | Fassa Bortolo | a 11"  |

| Pos. | Corredor     | Equipo        | Tiempo    |
| ---- | ------------ | ------------- | --------- |
| 1    | Jan Ullrich  | T-Mobile      | 34h19'25" |
| 2    | Fabian Jeker | Saunier Duval | a 1"      |
| 3    | Dario Cioni  | Fassa Bortolo | a 1'20"   |

## Clasificaciones finales

### Clasificación general
| Pos. | Corredor          | Equipo        | Tiempo    |
| ---- | ----------------- | ------------- | --------- |
| 1    | Jan Ullrich       | T-Mobile      | 34h19'25" |
| 2    | Fabian Jeker      | Saunier Duval | a 1"      |
| 3    | Dario Cioni       | Fassa Bortolo | a 1'20"   |
| 4    | Georg Totschnig   | Gerolsteiner  | a 1'26"   |
| 5    | Evgeni Petrov     | Saeco         | a 2'14"   |
| 6    | José del Olmo     | Milaneza-Maia | a 2'17"   |
| 7    | Patrick Sinkewitz | Quick Step    | a 3'18"   |
| 8    | Giuseppe Guerini  | T-Mobile      | a 3'20"   |
| 9    | Oscar Camenzind   | Phonak        | a 4'38"   |
| 10   | David Cañada      | Saunier Duval | a 4'46"   |

### Clasificación de la montaña
| Pos. | Corredor          | Equipo         | Puntos |
| ---- | ----------------- | -------------- | ------ |
| 1    | Niki Aebersold    | Phonak         | 48     |
| 2    | Thorwald Veneberg | Rabobank       | 30     |
| 3    | Roger Beuchat     | Vini Caldirola | 24     |
| 4    | Paolo Bettini     | Quick Step     | 21     |
| 5    | Michael Blaudzun  | Team CSC       | 20     |

### Clasificación por puntos
| Pos. | Corredor        | Equipo        | Puntos |
| ---- | --------------- | ------------- | ------ |
| 1    | Jan Ullrich     | T-Mobile      | 61     |
| 2    | Fabian Jeker    | Saunier Duval | 58     |
| 3    | Robert Hunter   | Rabobank      | 58     |
| 4    | Kim Kirchen     | Fassa Bortolo | 56     |
| 5    | Georg Totschnig | Gerolsteiner  | 30     |

### Clasificaciones de las metas volantes
| Pos. | Corredor           | Equipo   | Puntos |
| ---- | ------------------ | -------- | ------ |
| 1    | Robert Hunter      | Rabobank | 24     |
| 2    | Thorwald Veneberg  | Rabobank | 13     |
| 3    | Juan Manuel Gárate | Lampre   | 13     |
| 4    | Erwin Thijs        | Palmans  | 12     |
| 5    | Michael Blaudzun   | Team CSC | 10     |

### Clasificación por equipos
| Pos. | Equipo                   | Tiempo     |
| ---- | ------------------------ | ---------- |
| 1    | Phonak                   | 103h03'04" |
| 2    | Fassa Bortolo            | a 7'49"    |
| 3    | Milaneza-Maia            | a 11'37"   |
| 4    | T-Mobile                 | a 22'55"   |
| 5    | Saeco Macchine per Caffè | a 35'47"   |